# Ignacy Pieńkowski
Ignacy Pieńkowski (* 19. Juli 1877 in Dołubowo, Podlachien; † 6. September 1948 in Krakau) war ein polnischer Maler.

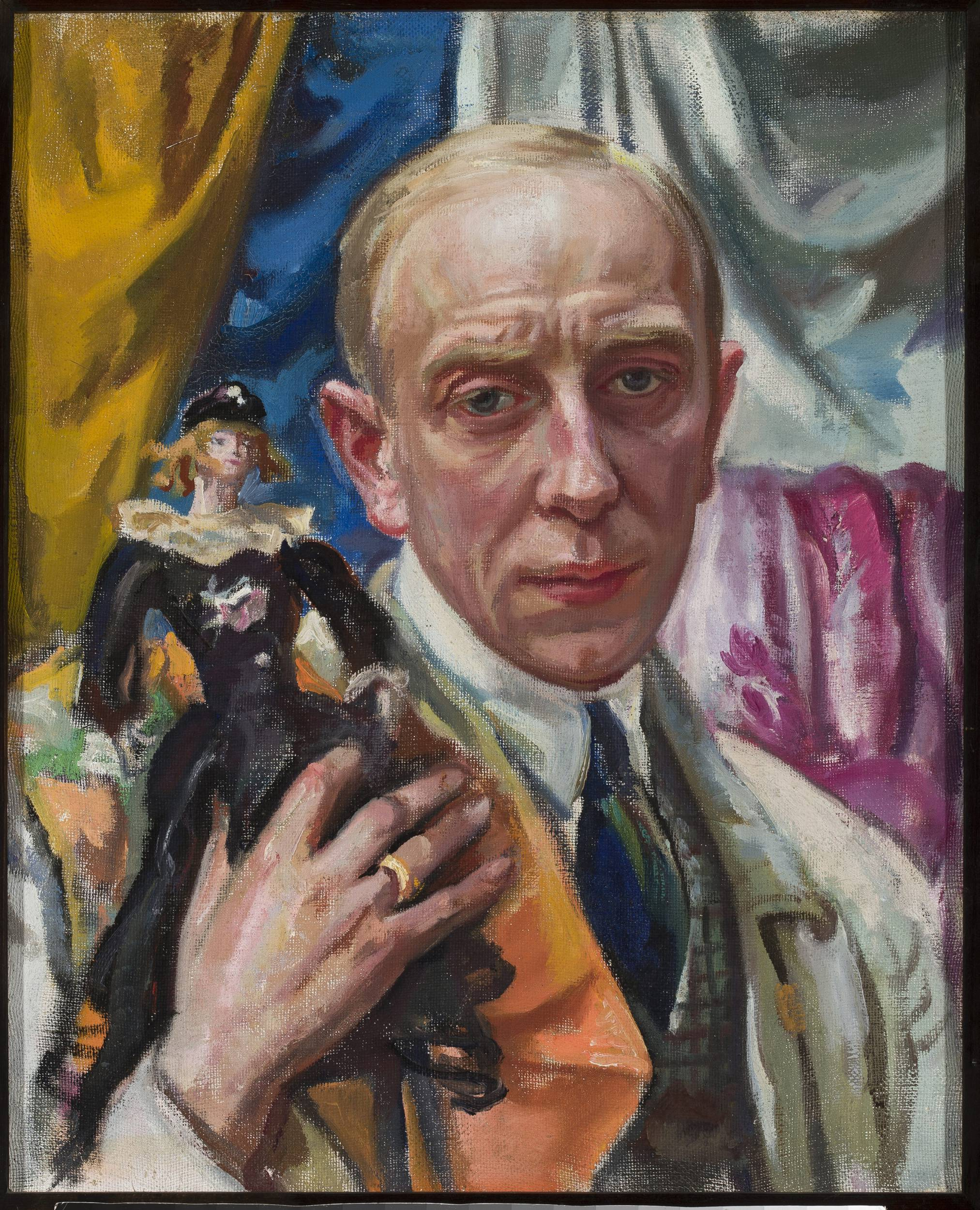
Selbstporträt

## Leben
Ignacy Pieńkowski wurde auf dem Familienbesitz in Dołubowo geboren, seine Eltern waren Ludwik und Wiktoria Pieńkowski. Sein Bruder war der Physiker Stefan Pieńkowski. Von 1892 bis 1895 wurde er an der Schule für Malerei in Warschau von Wojciech Gerson ausgebildet. Später setzte er seine Studien an der Kunstakademie in Krakau unter Teodor Axentowicz und Leon Wyczółkowski fort. Im Jahr 1898 zog er nach Paris, wo er die Julian-Schule und die Academie Colarossi besuchte. Es folgten Aufenthalte in München und Rom sowie später Reisen nach Deutschland, Russland und auch Brasilien.
Von 1909 bis 1913 lehrte er an der Kunstakademie Warschau. 1916 organisierte er eine Ausstellung polnischer Kunst in Moskau. 1918 wurde er an die Fakultät für Malerei an der Krakauer Kunstakademie berufen. Er war Mitglied der Künstlergesellschaft „Sztuka“ und des 
Verbandes der Polnischen Bildenden Künstler ZPAP. Auf Veranstaltungen von „Sztuka“ wurden häufig Pieńkowskis Bilder gezeigt, es wurden mehrere Einzelausstellungen mit seinen Werken gegeben, so 1925 im brasilianischen Curitiba.

## Werk
Pieńkowski malte vielseitig – Porträts, Stillleben, Landschaften und religiöse Motive. Am Anfang waren seine Bilder vom Symbolismus dominiert. Später wurde sein Werk stark von den Strömungen des französischen Post-Impressionismus beeinflusst. Zu seinen Schülern gehörten Tadeusz Kantor, Stanisław Borysowski, Tadeusz Brzozowski, Jan Cybis, Józef Gaczyński und Stefan Maciej Makarewicz. Bilder von Pieńkowski befinden sich im Besitz der Nationalmuseen in Warschau und Krakau und dem Podlaskie-Museum (polnisch: „Muzeum Podlaskie“) in Białystok. Im Landwirtschaftsmuseum (polnisch: „Muzeum Rolnictwa“) in Ciechanowiec befindet sich eine Dauerausstellung zum Künstler.

## Werke (Auswahl)
- Landschaftsbild mit Schiff (polnisch: „Pejzaż z łódką“)
- Model mit japanischem Schirm (polnisch: „Modelka z japońską parasolką“)
- Dalien (polnisch: „Dalie“)
- Stillleben mit Weinkrug (polnisch: „Martwa natura z dzbanem do wina“)
- Żebracy (polnisch: „Żebracy“)
- Portrait einer Frau mit Orangen (polnisch: „Portret kobiety z pomarańczami“)
- Dorf in der Tatra (polnisch: „Wieś tatrzańska“)